# Grube Antonius (Bergisch Gladbach)
Die Grube  Antonius ist eine ehemalige Eisen-Grube des Bensberger Erzreviers in Bergisch Gladbach. Das Gelände gehört zum Stadtteil Hand. Aufgrund eines Mutungsgesuchs vom 20. November 1863 wurde am 27. September 1865 eine Verleihungsurkunde auf Raseneisenstein erteilt. Der westliche Teil von Hand war durch das Grubenfeld Antonius überdeckt. Geht man von der Kreuzung Handstraße/Dellbrücker Straße etwa 200 m in die Heinrich-Strünker-Straße hinein, führt ein schmaler Fußweg nach Westen in einen stark mit Unterholz bewachsenen Wald hinein. Nach ca. 150 m erstreckt sich nach Norden ein welliges Gelände, in dem der Fundpunkt gelegen hat. Über die Betriebstätigkeiten ist nichts Näheres bekannt.